# Запятнанная репутация
«Запятнанная репутация» (англ. The Human Stain) — драма режиссёра Роберта Бентона. Сценарий был написан Николасом Мейером на основе романа «The Human Stain» Филипа Рота.

## Сюжет
В конце 1990-х писатель Нэйтан Зукерман (Гэри Синиз) селится в домике на берегу озера в Новой Англии после второго развода и борьбы с раком простаты. Его тихую и спокойную жизнь нарушает Коулмен Силк (Энтони Хопкинс), бывший декан и профессор классической литературы местного колледжа Афины, который вынужден был уволиться после того, как его обвинили в расистском высказывании во время урока. Жена Коулмена после скандала внезапно умерла, и теперь он хочет отомстить за потерю карьеры и спутницы жизни, написав книгу об этих событиях при содействии Нэйтана.
Затея отодвигается на второй план, когда у Коулмена завязывается роман с Фонией Фарли (Николь Кидман), значительно более молодой, полуграмотной женщиной, которая зарабатывает себе на жизнь, работая уборщицей, в том числе и в колледже. Их отношениям угрожают преподаватели, которые вынудили Коулмена уйти с работы, а также бывший муж Фонии Лестер (Эд Харрис), психически неуравновешенный ветеран войны во Вьетнаме, который винит её в гибели их детей в результате несчастного случая. Воспоминания о жизни Коулмена открывают зрителям его тайну: он — афроамериканец, который бо́льшую часть своей взрослой жизни выдавал себя за белого еврея.

## В ролях
| Актёр            | Роль                 |
| ---------------- | -------------------- |
| Энтони Хопкинс   | Коулмен Силк         |
| Николь Кидман    | Фония Фарли          |
| Эд Харрис        | Лестер Фарли         |
| Гэри Синиз       | Нэйтан Зукерман      |
| Уэнтуорт Миллер  | молодой Коулмен Силк |
| Джасинда Барретт | Стина Полссон        |
| Гарри Ленникс    | мистер Силк          |
| Кларк Грегг      | Нелсон Праймус       |
| Анна Дивер Смит  | миссис Силк          |